# Central térmica de Campanillas
La central eléctrica de Campanillas es una central termoeléctrica de ciclo combinado situada en el distrito de Campanillas de la ciudad de Málaga (España).
La central tras 2 años de pruebas fue puesta en funcionamiento en el año 2011. La inversión fue de doscientos cincuenta millones de euros.
Su combustible es el gas natural. Cuenta con una potencia instalada de 421 MWe con una eficiencia del 60 %.

## Datos Técnicos
- Turbina de gas: GT26 de Alstom.
- Turbina de vapor: Alstom.
- Generador: TOPGAS de Alstom.

## Propiedad
La central de Campanillas originalmente propiedad de Fenosa, actualmente es propiedad de:
- Naturgy 100 %